# (13091) 1992 PT3
1992 بي تي 3 (ويعرف أيضًا باسم (13091) 1992 بي تي 3 وفق تسمية الكوكب الصغير) (بالإنجليزية: 1992 PT3)‏ هو كويكب ضمن حزام الكويكبات؛ وترتيبه 13091 من حيث الاكتشاف.
اكتُشف هذا الجُرم الفلكي بواسطة هنري هولت إي في 5 أغسطس 1992.

## وصلات خارجية
- (13091) 1992 PT3 في قاعدة بيانات مختبر الدفع النفاث لأجرام النظام الشمسي الصغيرة

- الاكتشاف · مخطط المدار ·  العناصر المدارية · المعلمات المادية

- (13091) 1992 PT3 على موقع ويكي سكاي: DSS2, SDSS, GALEX, IRAS, Hydrogen α, X-Ray, Astrophoto, Sky Map, Articles and images